# Stragi di Porto Empedocle
La locuzione stragi di Porto Empedocle indica un periodo di lotte mafiose, tra il 1986 e il 1990, durante il quale si verificarono due gravi attentati mafiosi: il primo con l’obiettivo d'ammazzare membri di Stidda, il secondo è una risposta di Stidda a Cosa nostra.

## Storia

### Il contesto
Il fenomeno della Stidda, che tra il 1980 e il 1990 si diffuse in particolare nelle province di Ragusa, Agrigento e Caltanissetta, toccò anche il comune di Porto Empedocle. Fino alla metà degli ‘80 la criminalità a Porto Empedocle era stabilmente sotto il controllo di Cosa nostra delle Messina-Albanese. Queste ultime non tolleravano che la Stidda, dei Grassonelli-Traina, acquisissero potere nel territorio.
Per questo motivo, il 14 giugno del 1986 Giuseppe ed il figlio Gigi Grassonelli furono sopravvissuti del primo agguato, in via Roma, compiuto da 3 sicari di Cosa Nostra a bordo di una A112: alla guida dell'auto vi era Sergio Vecchia (ucciso 4 anni dopo nella Seconda strage di Porto Empedocle), seduto dietro Luigi Putrone e, a fianco di Vecchia, Giulio Albanese. Quest'ultimo aveva il compito di sparare contro i fratelli, ma il suo fucile si inceppò e ciò permise ai Grassonelli di scappare; solamente Gigi Grassonelli rimase ferito a un piede da un proiettile sparato da Putrone. Quando fu richiesta una nuova autorizzazione per sferrare un altro agguato alla famiglia Grassonelli, l'allora capo provincia di Cosa nostra Giuseppe di Caro, di Canicattì, disse: "Ma picchì? Ancora nenti atu fattu? (Ma perché? Ancora niente avete fatto?)" lasciando così intendere che il problema dei Grassonelli, e dunque della Stidda che voleva soppiantare la vecchia mafia a Porto Empedocle, andava immediatamente risolto.
Il gruppo dei Grassonelli rispose uccidendo, il 4 agosto dello stesso anno, in piazza Italia, Antonio Messina, considerato il capo della "famiglia" di Porto Empedocle. Per vendicare l'omicidio Messina, Cosa nostra decise di rispondere uccidendo i Grassonelli durante un ricevimento in un ristorante locale - la sala trattenimenti Madison - dove erano stati invitati per festeggiare un matrimonio. Venne rubata una A112, la quale, dopo essere stata imbottita di tritolo, sarebbe stata fatta detonare al ristorante; l'auto però esplose cinque km prima di arrivare al Madison uccidendo uno degli attentatori, Calogero Salemi.

### Prima strage di Porto Empedocle
La guerra tra Stidda e Cosa Nostra sfociò nella Prima strage di Porto Empedocle. Il 21 settembre 1986 la via Roma, via principale del comune di Porto Empedocle e luogo d'incontro per gli empedoclini, era affollata. Era la domenica sera che precedeva la riapertura delle scuole e la fine delle ferie, e dunque la partenza di numerose famiglie empedocline alla volta della Germania o del nord Italia.
Di fronte al bar Albanese, conosciuto da tutti in paese, sedevano numerose persone, tra cui alcuni membri e amici delle famiglie Grassonelli e Traina. All'improvviso, intorno alle 20:30, un black out colpì la città e sicari di Cosa Nostra di Palma di Montechiaro e Santa Elisabetta, a bordo di due Cabriolet e armati di fucili a pompa e mitragliette, spararono sulla folla per ammazzare i Grassonelli. Sotto i pallottole vengono massacrati Giuseppe Grassonelli, "patriarca" della Stidda, il figlio Gigi, i 2 guardaspalle Salvatore Tuttolomondo e Giovanni Mallia, e 2 innocenti, Antonio Morreale (67 anni) e Filippo Gebbia (30 anni); i figli di Giuseppe, Bruno e Salvatore, riuscirono a fuggire; il nipote Giuseppe "Pippo" Grassonelli, destinato poi a prendere il comando della stidda empedoclina e responsabile della seconda strage di Porto Empedocle e d'altri omicidi, venne ferito al piede ma riuscì a nascondersi sotto un'auto. In carcere dal 1992 scontò 15 anni sotto il 41 bis e 4 di isolamento. Dal 2011 è AS1 (detenuto di alta pericolosità). Non si pentì mai ufficialmente, decidendo quindi di non voler collaborare con la giustizia, ma ha più volte affermato di essere diventato, grazie alla detenzione, "un uomo nuovo": entrò infatti in carcere semianalfabeta e si è laureato in lettere moderne con 110 e lode.
Lo scrittore Andrea Camilleri, originario di Porto Empedocle e in quei giorni nella sua città natale per firmare un atto notarile, fu testimone diretto della strage. Nel libro La linea della palma, in cui Saverio Lodato fa raccontare Andrea Camilleri, quest'ultimo, riferendosi alla strage, dichiarò: "Era settembre, faceva caldo, poi aveva piovuto e l'aria si era rinfrescata. La sera pareva una festa, la gente era tutta fuori, c'era un popolo in strada. [..] Mi volto, entro nel bar, prendo il bicchiere, e, come in un film, vedo saltare tutte le bottiglie davanti a me. Non mi rendo conto di che cazzo sta succedendo. Capisco che stanno sparando, bevo il whisky in un unico sorso, e mi affaccio mentre stanno ancora sparando. [..] Vedo una trentina di persone che mi sembrano morte, perché erano svenute, stese a terra, ferite."
Molti anni dopo il collaboratore di giustizia Maurizio Di Gati, al processo contro Gerlandino Messina, dichiarò che a causare il black out in via Roma fu proprio quest'ultimo, allora quattordicenne ma già inserito nell'organizzazione di Cosa nostra e pronto a vendicare la morte del padre avvenuta nell'estate del 1986, sempre nell'ambito della guerra di mafia empedoclina.

### La vendetta
All'indomani della strage, Giuseppe "Pippo" Grassonelli fu costretto a riparare in Germania, dove già dall'età di 15 anni aveva trascorso molto tempo, ad Amburgo, tra tavoli da poker e nightclub, arricchendosi notevolmente e consolidando forti amicizie con altri italiani emigrati. Venne seguito e scovato dai killer responsabili della strage della sua famiglia, ma riuscì comunque a sfuggire, sempre in territorio tedesco, ad altri due agguati.
Dalla Germania, Giuseppe Grassonelli seguì le vicende in Sicilia e assistette all'uccisione di altri componenti della sua famiglia o di suoi amici, tra cui il giovane Gerlando Mallia, figlio di Giovanni (vittima della strage del 21 settembre '86), di soli 16 anni, ucciso con due colpi di lupara mentre passeggiava con la fidanzata in Via Roma; il gesto fece pensare ad una vendetta trasversale, dal momento che il padre era un uomo molto vicino al clan dei Grassonelli e un fidatissimo del "patriarca" Giuseppe.
"Pippo" Grassonelli notò che, all'interno della faida con i Messina, i suoi familiari superstiti erano gli unici a essere arrestati. Ciò accrebbe ancor di più in lui la convinzione che Stato e mafia fossero la stessa cosa, inducendolo dunque a non costituirsi, collaborando con le forze dell'ordine, ma a farsi giustizia da solo. Decise quindi di ritornare in Sicilia al fine di documentarsi su chi fossero realmente i nemici della sua famiglia e, messo insieme un gruppo di giovani, pianificò la sua vendetta.

### Seconda strage di Porto Empedocle
Il regolamento dei conti fu compiuto il 4 luglio 1990, data conosciuta come Seconda strage di Porto Empedocle, all'interno dell'autosalone gestito dalla famiglia Albanese, sulla statale 115 che collega Trapani e Siracusa. Intorno alle 20:30 quattro killer a bordo di una Lancia Thema, e armati di pistole calibro 9 e fucili a lupara, irruppero nell'officina facendo fuoco su chiunque si trovasse all'interno. Il salone funse da vicolo cieco e dunque tre dei sei presenti caddero sotto le scariche di piombo. Nell'agguato persero la vita Sergio Vecchia, obiettivo primario poiché tra i sicari della strage di quattro anni prima, e due suoi cognati, Giuseppe Marnalo e Stefano Volpe; Francesco Vecchia, Calogero Albanese, Francesco Bongiorno e Giuseppe Palumbo rimasero feriti ma riuscirono a scappare. Qualche ora più tardi in contrada Zingarello, a pochi chilometri da Porto Empedocle, l'auto utilizzata dai killer venne ritrovata completamente distrutta.

## Cronologia degli eventi
| Data              | Attentato                                     | Luogo                | Vittime                                 | Obiettivi                              |
| ----------------- | --------------------------------------------- | -------------------- | --------------------------------------- | -------------------------------------- |
| 14 giugno 1986    | Fallito omicidio Salvatore e Gigi Grassonelli | Via Roma             | Nessuna vittima                         | Salvatore e Gigi Grassonelli           |
| 4 agosto 1986     | Omicidio Antonio Messina                      | Piazza Italia        | Antonio Messina                         | Antonio Messina                        |
| 7 settembre 1986  | Fallito attentato a famiglia Grassonelli      | Via Francesco Crispi | Calogero Salemi                         | Famiglia Grassonelli                   |
| 21 settembre 1986 | Prima strage di Porto Empedocle               | Bar Albanese         | 6 (tra cui Giuseppe e Gigi Grassonelli) | Giuseppe e Gigi Grassonelli            |
| 25 giugno 1987    | Omicidio Gerlando Mallia (16 anni)            | Via Roma             | Gerlando Mallia                         | Gerlando Mallia (vendetta trasversale) |
| 4 luglio 1990     | Seconda strage di Porto Empedocle             | Statale 115          | 3 (tra cui Sergio Vecchia)              | Sergio Vecchia e clan Messina-Albanese |

## Indagini e processi
Il 22 gennaio 1987 iniziò la prima grande operazione al fine di assicurare alla giustizia i responsabili della prima strage di Porto Empedocle. Un blitz scattato tra le città di Agrigento e Bonn portò, nella città tedesca, all'arresto di tre uomini affiliati al clan dei Grassonelli. Dalla procura di Agrigento vennero invece notificati 13 ordini di cattura e un provvedimento giudiziario per un capoclan in carcere, ed effettuati 9 arresti. Tra gli uomini posti in stato di fermo, tre appartenevano al clan dei Messina, mentre altri erano affiliati alla cosca dei Grassonelli, tra cui Calogero Gallo Cassarino (detto "Il professore"). Quest'ultimo era stato arrestato già due giorni dopo la Prima strage di Porto Empedocle ma, pur essendo a conoscenza di omicidi e fatti mafiosi che avevano preceduto la strage, si rifiutò di parlare e collaborare con la giustizia; dopo due giorni in camera di sicurezza, era stato scarcerato per insufficienza di prove. I principali uomini coinvolti nel maxi-blitz tra Agrigento e Bonn furono Calogero Lindi e Angelo Falzone di Agrigento, Salvatore e Alfonso Albanese, Giuseppe Traina, Francesco Cozzo, Antonino Prestia e Giovanni Sirone.
Nel 1989 si tenne presso l'aula bunker di Villaseta (ex palestra sportiva) il primo maxi-processo per la prima strage di Porto Empedocle. In aula erano presenti Pasquale Salemi (detto "Maraschino"), Luigi Putrone, Sergio Vecchia e altri esponenti di Cosa nostra empedoclina, tra cui il capo mafia di Porto Empedocle Salvatore Albanese ("U cippu"), che verrà ucciso nel '91. Tutti vennero riconosciuti e condannati come sicari della strage del 21 settembre, tranne Vecchia, che fu anche tra i mandanti. Vecchia in particolare venne condannato in primo grado dalla Corte d'assise, presieduta da Gianfranco Riggio, a 10 anni per associazione mafiosa e tentativo di omicidio. La pena venne poi ridotta in appello a 5 anni e mezzo. Venne infine scarcerato, pochi mesi dopo il processo, per decorrenza dei termini e insufficienza di prove. Stessa sorte per Pasquale Salemi, condannato in primo grado e assolto in appello, il quale, uscito dal carcere San Vito di Agrigento restò al servizio delle famiglie Messina e Albanese ma, dopo un litigio con Luigi Putrone, ai tempi uno dei vertici della mafia empedoclina, venne da quest'ultimo allontanato dalla famiglia e ne venne programmato l'omicidio. Salemi intuì di avere ormai i giorni contati e, nel maggio 1997 decise di collaborare con la giustizia, divenendo così il primo pentito di Cosa nostra empedoclina; lo stesso giorno, nella città di Porto Empedocle vennero affissi dei necrologi con scritto "Oggi è morto Pasquale Salemi". Le dichiarazioni di "Maraschino" confluirono nella prima maxi-operazione dell'agrigentino, denominata "Akragas I", la notte tra il 17 e il 18 marzo 1998 che inflisse un durissimo colpo a Cosa nostra agrigentina: in decine vennero arrestati, ma tra questi nessun affiliato alla famiglia Messina. Salemi era infatti imparentato con i Messina e nelle dichiarazioni rilasciate al commissario di Porto Empedocle Marco Staffa, non accennò minimamente a tale cosca. Solamente un anno dopo, con le dichiarazioni di un altro importante pentito dell'agrigentino, Alfonso Falzone, e con l'operazione che ne seguì ("Akragas II"), vennero arrestati anche numerosi esponenti dei Messina.
Il 23 dicembre 1994 la Corte d'assise di Agrigento emise la sentenza per la seconda strage di Porto Empedocle, condannando all'ergastolo Giuseppe Grassonelli, Giuseppe Pullara e Aurelio Cavallo come mandanti. Orazio Paolello, Vincenzo Spina, Carmelo Ivano Rapisarda e anche Giuseppe Grassonelli furono riconosciuti esecutori materiali della strage. Inoltre, un'ultima sentenza del tribunale di Agrigento del 19 gennaio 2012, condannò gli autori della strage del 4 luglio a risarcire a Giuseppe Volpe e Maria Concetta Vecchia, rispettivamente padre di Stefano Volpe e moglie di Giuseppe Marnalo, riconosciuti vittime innocenti della strage, la somma di €250.000,00 ciascuno.

## Filmografia
- Ero malerba, regia di Toni Trupia, 2016